# Giffordovy přednášky
Giffordovy přednášky byly založeny díky finanční podpoře a úsilí lorda Adama Gifforda (zemřel 1887). Byly ustanoveny na "podporu a rozšíření přirozené teologie, a to v tom nejširším slova smyslu - jinými slovy, k podpoře znalostí o Bohu". Termín přirozená teologie v pojetí lorda Gifforda znamenal bádání o náboženských věcech přísně vědeckým způsobem. Přednášky se konaly a dosud konají na skotských univerzitách: University of St Andrews, University of Glasgow, University of Aberdeen a University of Edinburgh.
Vystupovat zde je pro přednášející veliká čest. Přednášky jsou pravidelně vydávány knižně.

## Seznam Přednášek

### Aberdeen
- 1936–38 Karl Barth The Knowledge of God and the Service of God according to the Teaching of the Reformation
- 1951–52 Michael Polanyi Personal Knowledge: Towards a Post-Critical Philosophy, ISBN 0-226-67288-3
- 1952–54 Paul Tillich Systematic Theology (3 vols.): ISBN 0-226-80337-6, ISBN 0-226-80338-4, ISBN 0-226-80339-2
- 1965-1967 Raymond Aron La Conscience historique dans la pensée et dans l'action
- 1973 Hannah Arendt Life of the Mind
- 1982–84 Richard Swinburne The Evolution of the Soul, ISBN 0-19-823698-0
- 1984–85 Freeman Dyson Infinite In All Directions, ISBN 0-06-072889-2
- 1989–91 Ian Barbour Religion in an Age of Science, ISBN 0-06-060383-6
- 1992–93 Jaroslav Pelikan Christianity and Classical Culture: The Metamorphosis of Natural Theology in the Christian Encounter With Hellenism, ISBN 0-300-06255-9
- 1994–95 John W. Rogerson Faith and Criticism in the Work of William Robertson Smith, 1846-1894
- 1994–95 M. A. Stewart New Light and Enlightenment
- 1994–95 Peter Jones Science and Religion before and after Hume
- 1994–95 James H. Burns The Order of Nature
- 1994–95 Alexander Broadie The Shadow of Scotus
- 1997–98 Russell Stannard The God Experiment
- 2000–01 John S Habgood The Concept of Nature
- 2003–04 John Haldane Mind, Soul and Deity
- 2003 Eleonore Stump Wandering in the Darkness

### Edinburgh
- 1891 George Gabriel Stokes Natural Theology
- 1900–02 William James The Varieties of Religious Experience, ISBN 0-679-64011-8 (several editions in print)
- 1909–10 William Warde Fowler The Religious Experience of the Roman People, ISBN 0-8154-0372-0
- 1911–12 Bernard Bosanquet The Principle of Individuality and Value, ISBN 0-527-10036-6
- 1913–14 Henri Bergson The Problem of Personality
- 1915–16 William Mitchell Ramsay Asianic Elements in Greek Civilization, ISBN 0-89005-173-9
- 1919–21 George Stout Mind and Matter pub. 1931
- 1921–23 Andrew Seth Pringle-Pattison Studies in the Philosophy of Religion, ISBN 0-404-60474-9
- 1923–25 James George Frazer The Worship of Nature ISBN 1-56459-532-3
- 1926–27 Arthur Eddington The Nature of the Physical World, ISBN 0-472-06015-5
- 1927–28 Alfred North Whitehead Process and Reality: An Essay in Cosmology, ISBN 0-02-934570-7
- 1928–29 John Dewey The Quest for Certainty: A Study of the Relation of Knowledge and Action, ISBN 1-4179-0845-9
- 1934–35 Albert Schweitzer The Problem of Natural Theology and Natural Ethics (unpublished)
- 1937–38 Charles Sherrington Man on His Nature, ISBN 0-521-06436-8
- 1938–40 Reinhold Niebuhr The Nature and Destiny of Man: A Christian Interpretation , (2 vol set): ISBN 0-664-25709-7
- 1947–49 Christopher Dawson part 1:Religion and Culture ISBN 0-404-60498-6 part 2: Religion and the Rise of Western Culture ISBN 0-385-42110-9
- 1949–50 Niels Bohr Causality and Complementarity: Epistemological Lessons of Studies in Atomic Physics, ISBN 1-881987-14-0
- 1952–53 Arnold J. Toynbee An Historian's Approach to Religion, ISBN 0-19-215260-2
- 1954–55 Rudolf Bultmann History and Eschatology: The Presence of Eternity, ISBN 0-8371-8123-2
- 1973–74 Owen Chadwick The Secularisation of the European Mind in the 19th Century, ISBN 0-521-39829-0
- 1974–76 Stanley Jaki The Road of Science and the Ways to God, ISBN 0-226-39145-0
- 1978–79 Sir John Eccles The Human Mystery, The Human Psyche, ISBN 0-387-09954-9
- 1979–80 Ninian Smart „The Varieties of Religious Identity“, published as Beyond Ideology: Religion and the Future of Western Civilisation, ISBN 0-06-067402-4
- 1980–81 Seyyed Hossein Nasr Knowledge and the Sacred, ISBN 0-7914-0177-4
- 1981–82 Iris Murdoch Metaphysics as a Guide to Morals, ISBN 0-14-017232-7
- 1984–85 Jurgen Moltmann God in Creation: A New Theology of Creation and the Spirit of God, ISBN 0-8006-2823-3
- 1986–87 John Hick An Interpretation of Religion, (2nd ed.): ISBN 0-300-10668-8
- 1987–88 Alasdair MacIntyre Three Rival Versions of Moral Enquiry: ISBN 0-7156-2337-0
- 1993–94 John Polkinghorne Science and Christian Belief: Theological Reflections of a Bottom-up Thinker, ISBN 0-281-04714-6
- 1997–98 Holmes Rolston III Genes, Genesis and God, ISBN 0-521-64674-X
- 1998–99 Charles Taylor, Living in a Secular Age
- 1999–2000 David Tracy, This side of God
- 2000–01 Onora O'Neill, Autonomy and Trust in Bioethics
- 2001–02 Mohammed Arkoun, Inaugurating a Critique of Islamic Reason
- 2002–03 Michael Ignatieff The Lesser Evil - Political Ethics in an Age of Terror, ISBN 0-691-11751-9
- 2003–04 J. Wentzel van Huyssteen Alone in the World? Human Uniqueness in Science and Theology, ISBN 0-8028-3246-6
- 2004–05 Dame Margaret Anstee, Stephen Toulmin, and Noam Chomsky, delivering a series of lectures dedicated to Edward Said who was scheduled to give the 2004–05 series before his death in 2003.
- 2005–06 Jean Bethke Elshtain, Sovereign God, Sovereign State, Sovereign Self
- 2006–07 Simon Conway Morris Darwin 's Compass: How Evolution Discovers the Song of Creation and Jonathan Riley-Smith, The Crusades and Christianity
- 2007–08 Alexander Nehamas, TBA and Robert M. Veatch, Hipprocratic, Religious and Secular Medical Ethics: The Point of Conflict

### Glasgow
- 1888–92 Friedrich Max Müller 1888: Natural Religion vol. 1 & 2; 1890: Physical Religion; 1891: Anthropological Religion: 1892: Theosophy or Psychological Religion
- 1892–96 John Caird The Fundamental Ideas of Christianity Vol.1&2
- 1896–98 Alexander Balmain Bruce The Moral Order of the World, The Providential Order of the World
- 1914 Arthur Balfour Theism and Humanism ISBN 1-58742-005-8
- 1916–18 Samuel Alexander Space, Time, and Deity, volume one: ISBN 0-7661-8701-2, volume two: ISBN 0-7661-8702-0
- 1922 Arthur Balfour Theism and Thought
- 1927–28 JBS Haldane The Sciences and Philosophy, ISBN 0-404-60479-X
- 1932–34 William Temple Nature, Man and God
- 1953 John Macmurray The Self as Agent
- 1959 Carl Friedrich von Weizsäcker The Relevance of Science
- 1970 Richard William Southern The Rise and Fall of the Medieval System of Religious Thought
- 1985 Carl Sagan The Search for Who We Are, published in 2006 as The Varieties of Scientific Experience: A Personal View of the Search for God, ISBN 1-59420-107-2
- 1988 Don Cupitt Nature and Culture
- 1988 Richard Dawkins Worlds in Microcosm
- 1992 Mary Warnock Imagination and Understanding, published as Imagination and Time, ISBN 0-631-19019-8
- 1993–94 Keith Ward Religion and Revelation ISBN 0-19-826375-9 (ISBN 978-0-19-826375-3)
- 1995–96 John Hedley Brooke Reconstructing Nature
- 1997–98 R J (Sam) Berry Gods, Genes, Greens and Everything
- 1999–00 Ralph McInerny Characters in Search of Their Author
- 2001 Lynne Baker The Nature and Limits of Human Understanding
- 2003–04 Simon Blackburn Reason's Empire

### St Andrews
- 1902–04 Richard Haldane The Pathway to Reality, ISBN 0-404-60459-5
- 1917–18 William R. Inge The Philosophy of Plotinus, ISBN 1-59244-284-6
- 1921–22 C. Lloyd Morgan Emergent Evolution (1923) ISBN 0-404-60468-4, and Life, Mind, and Spirit (1925)
- 1955–56 Werner Heisenberg Physics and Philosophy: The Revolution in Modern Science, ISBN 1-57392-694-9
- 1972–73 Alfred Ayer The Central Questions of Philosophy, ISBN 0-03-013116-2
- 1975–77 Reijer Hooykaas Fact, Faith and Fiction in the Development of Science
- 1977–78 David Stafford-Clark Myth, Magic and Denial
- 1980–81 Gregory Vlastos Socrates: Ironist and Moral Philosopher
- 1982–83 Donald Geoffrey Charlton New Images of the Natural, 1750-1800
- 1983–84 John Macquarrie In Search of Deity
- 1984–85 Adolf Grunbaum Psychoanalytic Theory and Science
- 1986–87 Antony Flew The Logic of Mortality
- 1988–89 Walter Burkert Tracks of Biology and the Creation of Sense
- 1990–91 Hilary Putnam Renewing Philosophy
- 1992–93 Arthur Peacocke Nature, God and Humanity:
- 1992–93 Roger Penrose The Question of Physical Reality
- 1995 Nicholas Wolterstorff Thomas Reid and the Story of Epistemology
- 1996–97 Michael Dummett Thought and Reality
- 1999 Robert Merrihew Adams God and Being
- 1999 Marilyn McCord Adams The Coherence of Christology
- 2001–02 Stanley Hauerwas With the Grain of the Universe: The Church's Witness and Natural Theology, ISBN 1-58743-016-9
- 2002 Peter van Inwagen The Problem of Evil and the Argument from Evil
- 2004–05 Alvin Plantinga Science and Religion: Conflict or Concord